# 紀元前586年
紀元前586年（きげんぜん586ねん）は、西暦（ローマ暦）による年。紀元前1世紀の共和政ローマ末期以降の古代ローマにおいては、ローマ建国紀元168年として知られていた。紀年法として西暦（キリスト紀元）がヨーロッパで広く普及した中世時代初期以降、この年は紀元前586年と表記されるのが一般的となった。

## 他の紀年法
- 干支 : 乙亥
- 日本
  - 皇紀75年
  - 神武天皇75年
- 中国
  - 周 - 定王21年
  - 魯 - 成公5年
  - 斉 - 頃公13年
  - 晋 - 景公14年
  - 秦 - 桓公18年
  - 楚 - 共王5年
  - 宋 - 共公3年
  - 衛 - 定公3年
  - 陳 - 成公13年
  - 蔡 - 景侯6年
  - 曹 - 宣公9年
  - 鄭 - 悼公元年
  - 燕 - 昭公元年
- 朝鮮
  - 檀紀1748年
- ユダヤ暦 : 3175年 - 3176年

## できごと

### オリエント
- 新バビロニアがゼデキヤ王を捕虜として連行しユダ王国を滅ぼす：第2回バビロン捕囚（ - 紀元前538年）。

### 中国
- 晋の趙同と趙括が弟の趙嬰斉を斉に追放した。
- 許の霊公が鄭の悼公を楚に訴えた。悼公は楚に赴いたが敗訴し、楚は鄭の皇戌と子国を抑留した。悼公は帰国すると、子游（公子偃）を晋に派遣して講和を求めた。
- 鄭の悼公と晋の趙同が垂棘で盟を交わした。
- 晋・魯・斉・宋・衛・鄭・曹・邾・杞が蟲牢で同盟した。

## 死去
- 周の定王